# Grupo Deportivo García Vives
El Grupo Deportivo García Vives (GD García Vives) fou un club de basquetbol femení del barri de Sants, Barcelona, fundat l'any 1946. Davant les dificultats de l'equip femení de basquetbol de la UE Sants de continuar competint federativament, l'entitat va ser fundada per continuar disputant les competicions d'Educación y Descanso. Va agafar el nom d'una empresa de vidre del barri de Sants, la qual estava molt vinculada amb una de les seves jugadores més importants de l'entitat, Pura García. Posteriorment, va canviar el seu nom per Grupo Deportivo García Sasot. D'entre els seus èxits, destacà el subcampionat del Campionat d'Espanya de 1951. Va desaparèixer el 1964.